# مفتاح ماكرو

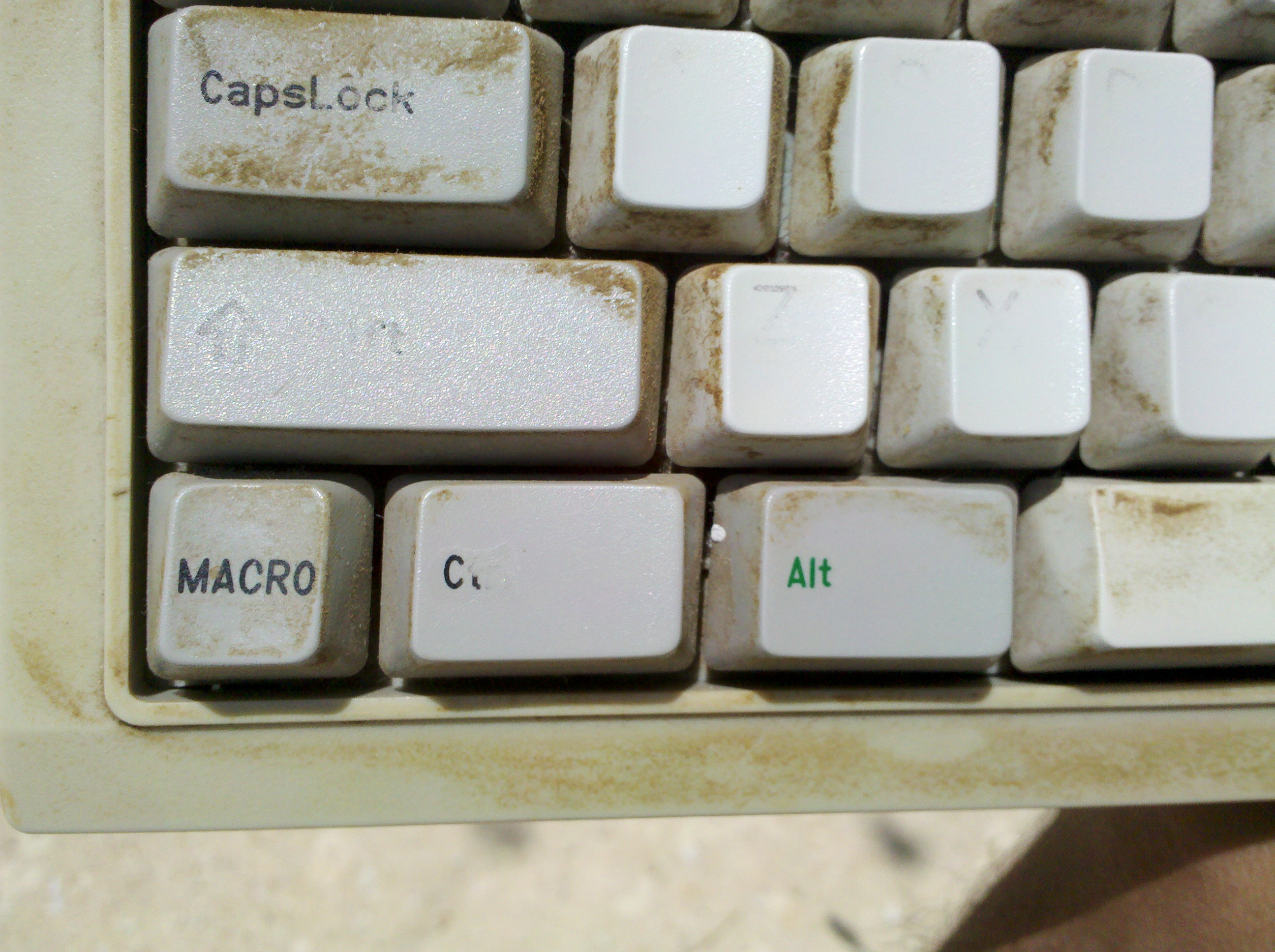
مفتاح الماكرو ظاهراً في ركن الكيبورد.

مفتاح الماكرو كان مفتاحاً في لوحات مفاتيح الكمبيوتر الشخصي المبكرة ثم أُزيل من معظمها. يوجد عادةً في الصفوف السفلية من لوحة المفاتيح ، إما على يسار مفتاح Z  أو على يمين يمين Ctrl. في حين أن معظم تخطيطات لوحة المفاتيح تعاملها على أنها شرطة مائلة للخلف، إلا أنها تحتوي على رمز فحص مختلف ، لذلك تستخدم تخطيطات لوحة المفاتيح أو البرامج رمز الفحص مباشرةً ، أو قد يتعاملوا معها بشكل مختلف.
بدءاً من 2010، بدأت فأرات الكمبيوتر تتضمن مفاتيح ماكرو. غالباً ما تأتي هذه الفأرات مع برمجيات مصممة لدعم عمل المفاتيح.
يستخدم هواة الألعاب الإلكترونية هذه المفاتيح أحيانًا لإطلاق نار سريع للتغلب على الخصم.